# Агир ава ве Хайтарма (танець)

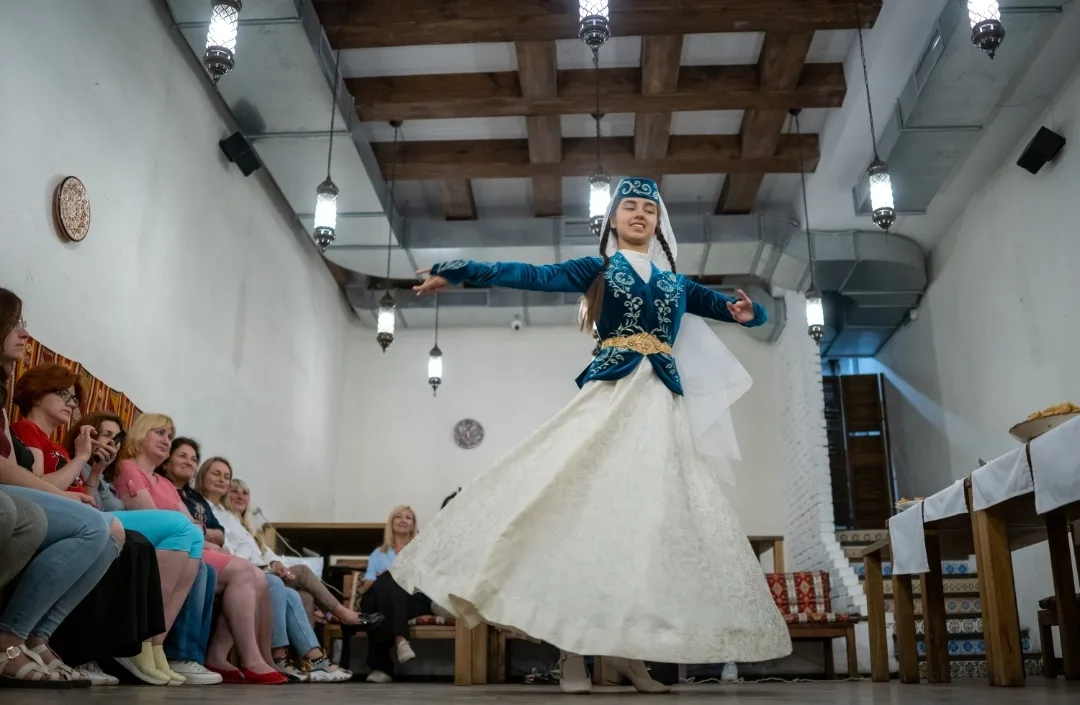

Агир ава ве Хайтарма, Агир ава ве Кайтарма (крим. Ağır Ava ve Qaytarma) — традиційний танець кримських татар. Це обрядовий танець, який виконують на весіллях.

## Історія
З давніх джерел відомо, що цей танець виник у XVIII ст. і першопочатково виконувався як чоловічий Акай аваси двома чоловіками. Жінки виконували власні варіанти Хайтарми (Кайтарми). Існує легенда, що в сім'ях Агир ава ве Хайтарма виконувався нареченим та нареченою, між якими встановлювали перегородку з напівпрозорого серпанку.
Назва танцю складається з двох частин — Агир ава (дослівно важка мелодія) та Хайтарма — легка, весела, повторювана мелодія.
З 1930-х років поширився сценічний варіант виконання танцю, де обидві частини танцю виконуються парами жінок та чоловіків. Після депортації кримських татар 1944 року набув поширення варіант виконання танцю в парі.
Традиційне кримськотатарське весілля має три основні етапи: спочатку танцюють родичі та друзі з боку нареченої та нареченого, по два представники від кожної сторони. Кульмінація весілля — танець нареченого та нареченої.
Агир ава ве Хайтарма має унікальну ритмічну побудову танцю, що суттєво відрізняється від Хайтарми.

## Нематеріальна культурна спадщина України
У 2024 році МКІП додало традиційний обрядовий весільний танець Агир ава ве Хайтарма до Національного переліку елементів нематеріальної культурної спадщини України.